# Tissahamia
Genre
Tissahamia est un genre d'araignées aranéomorphes de la famille des Pholcidae.

## Distribution
Les espèces de ce genre se rencontrent en Asie du Sud-Est et au Sri Lanka.

## Liste des espèces
Selon World Spider Catalog (version 20.0, 23/01/2019) :
- Tissahamia barisan (Huber, 2016)
- Tissahamia bukittimah (Huber, 2016)
- Tissahamia ethagala (Huber, 2011)
- Tissahamia gombak (Huber, 2011)
- Tissahamia karuna Huber, 2019
- Tissahamia kottawagamaensis (Yao & Li, 2016)
- Tissahamia ledang (Huber, 2011)
- Tissahamia maturata (Huber, 2011)
- Tissahamia phui (Huber, 2011)
- Tissahamia tanahrata (Huber, 2016)
- Tissahamia uludong (Huber, 2016)
- Tissahamia vescula (Simon, 1901)

## Publication originale
- Huber, Eberle & Dimitrov, 2018 : The phylogeny of pholcid spiders: a critical evaluation of relationships suggested by molecular data (Araneae, Pholcidae). ZooKeys, no 789, p. 51-101 (texte intégral).